# Alonso de Mesa

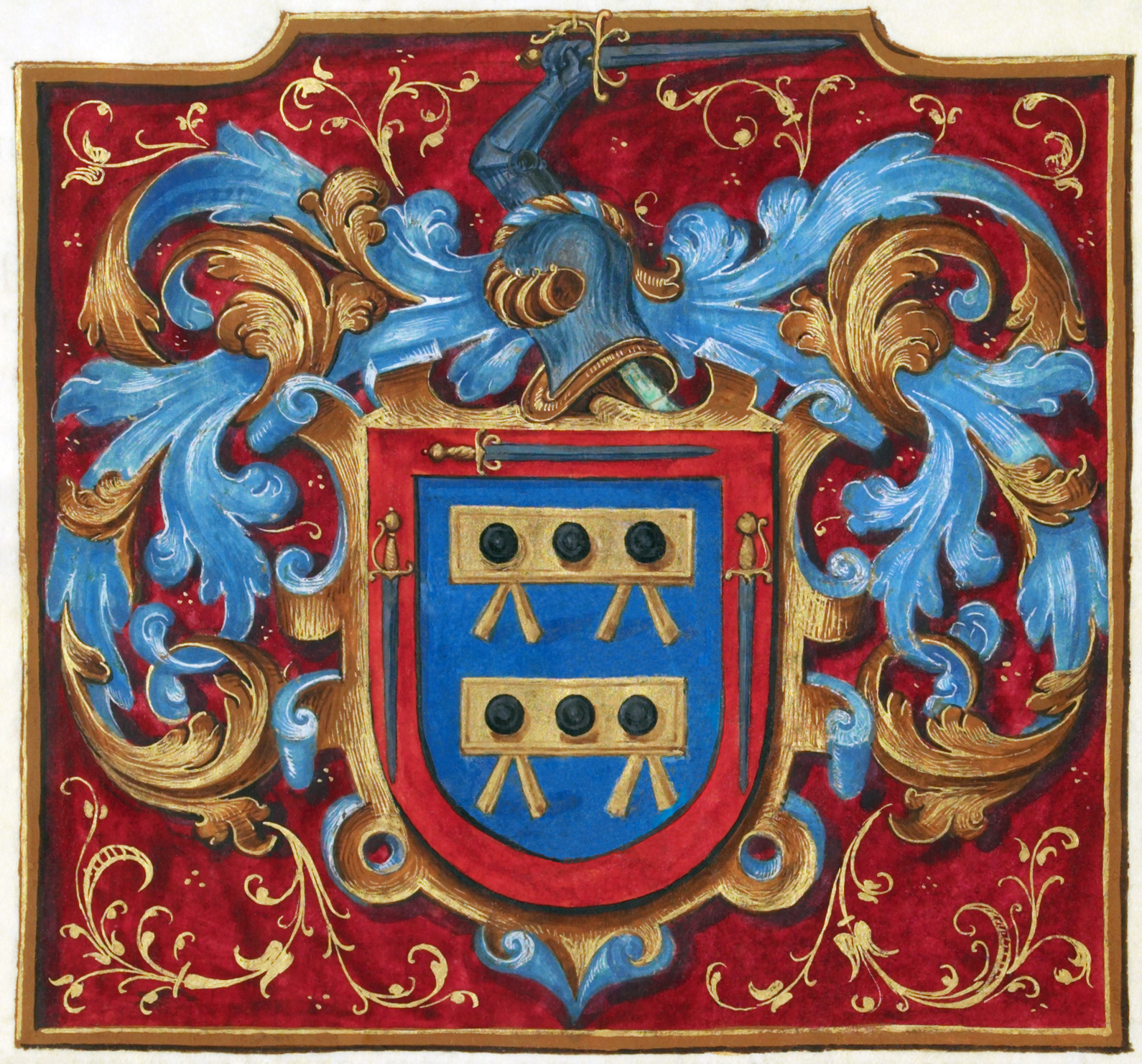
Escudo

Alonso de Mesa, el Viejo (* Toledo, ca. 1514 - † Cuzco, 1587) fue un conquistador y encomendero español en el Perú incaico.

## Origen
Era hijo de Alonso Álvarez de Toledo y de Lucía Hernández. Al igual que sus hermanos, recibió su apellido por su ascendencia materna; uno de sus hermanos era sacerdote en la Catedral de Toledo, y la familia pensaba que otro, un hermano menor, también debía ingresar al clero. Aparentemente perteneció a una familia de modestos profesionales urbanos, lo cual le permitió recibir una buena crianza, sabiendo leer y escribir.

## Conquistador y encomendero
Siendo aún muy joven, debió unirse a la expedición de Pizarro en su Toledo natal en pos de la conquista del Imperio Inca. A los 18 años, fue uno de los que capturó al inca Atahualpa en Cajamarca, aunque sólo recibió 3/4 de parte de oro y plata del rescate, por ser hombre de a pie. 
Se dice que realizó hazañas en una batalla durante la retirada de los indígenas quiteños en 1534, luego de la entrada al Cuzco. El cronista Herrera dice que era por entonces un joven robusto, con un buen caballo y buenas armas. Se hizo vecino y encomendero del Cuzco, donde comenzó a destacar durante la rebelión indígena de 1536.
Sin embargo, se mostró favorable a Almagro, lo cual hizo que los Pizarro le redujeran la encomienda. No obstante, durante la Guerra de Chupas, permaneció fiel al bando realista. Al estallar la rebelión de los encomenderos en 1544, Mesa se quedó en el Cuzco cuando Gonzalo Pizarro avanzó sobre Lima, e inmediatamente dirigió un infructuoso levantamiento antipizarrista junto a Diego Maldonado. Capturado, obtuvo el perdón a cambio de perder su encomienda. Sin embargo, tras el triunfo realista se le confirmaron las encomiendas de Caycay, Choro, Obay y Pitic Yanahuara.
Siempre demostró gran habilidad e interés en el manejo de sus negocios, ya en la década del 40 tenía grandes posesiones en solares urbanos, tierras y esclavos negros. En la siguiente década, se consolidó como uno de los hombres más ricos del Perú. En 1552, ejerció como alcalde ordinario del Cuzco y vendió el solar que le había sido asignado para la ampliación de la catedral ya que el mismo era colindante al asignado para este templo y que se correspondía con el antiguo Kiswarcancha que fuera el palacio de Viracocha. Tal era su riqueza, que se decía en 1554, durante la rebelión de Francisco Hernández Girón, los insurrectos encontraron una fortuna en barras de plata enterrada en su jardín, y en los años 60, ofreció pagar a la Corona más de 35.000 pesos para lograr la perpetuidad de las encomiendas.
Fue informante en una encuesta política que promovió el virrey Toledo entre los primeros conquistadores antiguos. Su vida fue inusitadamente larga para las circunstancias que le tocó atravesar; murió en 1587, tras dictar un largo testamento que contenía los gestos filantrópicos hacia los indígenas, característicos de fines del siglo XVI peruano.

## Descendencia
A diferencia de la mayoría de los españoles, quienes tenían una serie de amantes y criadas indígenas, pero casaban con una mujer española que les diera hijos legítimos, Mesa tuvo más amantes y se opuso a casarse durante más tiempo que el resto. En 1544 tenía en su casa cusqueña no menos de seis hijos mestizos con sus seis madres indígenas: Luis de Mesa, en Ciza; Miguel de Mesa, en Quipi; Antonio de Mesa, en Yugao; Juana de Mesa, en Paycocha; Lucía de Mesa, en Inés o Tostocollo, y Antonia de Mesa, en Angay. Además, otra mujer indígena, Lucía o Paycocollo estaba embarazada, y Mesa aparentemente sospechaba que otro niño, Francisquito, de su esclava negra, Francisca, era su hijo a pesar de que no estaba dispuesto a reconocerlo.
Hacia 1552 todavía no se había casado, y cuando finalmente lo hizo, ya entrado en años, su esposa fue una mujer de la nobleza inca, Catalina Huaco Ocllo, la cual era la sobrina nieta del que fue el emperador inca Atahualpa. Las razones que entrañan este casamiento eran que ella probablemente había sido su amante desde mucho tiempo atrás pues ya le había dado hijos y además según un acuerdo establecido por los reyes de España, únicamente se podía encomendar cierto territorio durante un tiempo finito y siempre con la muerte del encomendador esos terreros volverían a manos de los jefes locales incas, a menos que el susodicho encomendador estuviera casado con alguna hija de algún jefe local inca y en ese caso sería su descendencia fruto de la unión conyugal quien heredaría los terrenos para siempre. Se conocen como legítimos herederos frutos de esta unión a: Alonso de Mesa, el Joven, quien llegó a ser el primer señor de Piedrabuena en Ciudad Real (Castilla la Nueva); Jorge de Mesa (quien le heredó las encomiendas), fallecido en 1593 y Florencia Hernández de Mesa.
Se conocen también otros hijos naturales, como Baltasar Hernández de Mesa, habido en María Segura; Alonso Hernández de Mesa, en Luisa de Balboa, y un tal Bernardo de Mesa, quienes hacia 1590 ya habían fallecido o al menos hecho testamento.
| Predecesor: Diego de Urbina    | Alcalde ordinario del Cuzco Primer voto 1552 - 1553  | Sucesor: Alonso Álvarez de Hinojosa |
| Predecesor: Alonso de Hinojosa | Alcalde ordinario del Cuzco Segundo voto 1562 - 1563 | Sucesor: Gaspar de Sotelo           |